# Franz Wittmann Jr.
Franz Wittmann Jr. (ur. 27 października 1983 w Wiedniu) – austriacki kierowca rajdowy. Jest synem Franza Wittmanna, także kierowcy rajdowego.

## Życiorys
Swoją karierę w sportach motorowych Wittmann rozpoczął w 2003 roku. Wtedy też zaliczył swój debiut w rajdach, a jego debiutanckim rajdem był Rajd Waldviertel, który odbył się w ramach mistrzostw Europy i mistrzostw Austrii. Pierwszym samochodem rajdowym Wittmanna był Mitsubishi Lancer Evo VI. W 2004 roku pojechał nim w mistrzostwach Austrii, a w lutym zadebiutował w mistrzostwach świata. Pilotowany przez Petera Müllera nie ukończył wówczas Rajdu Szwecji na skutek awarii zawieszenia. Do końca 2008 roku startował w mistrzostwach Austrii i wtedy też wywalczył wicemistrzostwo tego kraju.
W 2009 roku Wittmann został członkiem zespołu Interwetten Racing i pojechał w cyklu Intercontinental Rally Challenge. Zdobył w nim 7 punktów za zajęcie 6. miejsca w Rajdzie Azorów i 5. miejsca w Rajdzie Rosji. W 2010 roku ponownie wziął udział w rajdach Intercontinental Rally Challenge, jednak nie zdobył punktów. Pojechał również w Rajdzie Niemiec, w ramach mistrzostw świata. Ukończył go na 17. pozycji.

## Występy w rajdach WRC
| Sezon | Zespół             | Samochód                 | 1       | 2      | 3        | 4             | 5             | 6          | 7        | 8         | 9         | 10      | 11      | 12              | 13              | 14      | 15        | 16        | Punkty | Miejsce |
| ----- | ------------------ | ------------------------ | ------- | ------ | -------- | ------------- | ------------- | ---------- | -------- | --------- | --------- | ------- | ------- | --------------- | --------------- | ------- | --------- | --------- | ------ | ------- |
| 2004  | Franz Wittmann Jr. | Mitsubishi Lancer Evo VI | Monako  | NU     | Meksyk   | Nowa Zelandia | Cypr          | Grecja     | Turcja   | Argentyna | Finlandia | Niemcy  | Japonia | Wielka Brytania | Włochy          | Francja | Hiszpania | Australia | 0      | -       |
| 2010  | Interwetten Racing | Peugeot 207 S2000        | Szwecja | Meksyk | Jordania | Turcja        | Nowa Zelandia | Portugalia | Bułgaria | Finlandia | 17        | Japonia | Francja | Hiszpania       | Wielka Brytania |         |           |           | 0      | -       |

## Występy w rajdach IRC
| Sezon | Zespół             | Samochód                 | 1      | 2   | 3   | 4      | 5      | 6     | 7   | 8      | 9      | 10     | 11  | 12     | 13 | Punkty | Miejsce |
| ----- | ------------------ | ------------------------ | ------ | --- | --- | ------ | ------ | ----- | --- | ------ | ------ | ------ | --- | ------ | -- | ------ | ------- |
| 2009  | Interwetten Racing | Mitsubishi Lancer Evo IX | MON NU | KUR | SAF | AZO 6  | YPR NU | ROS 5 | MAD | BAR 13 | AST 9  | SAN 19 | SZK |        |    | 7      | 13.     |
| 2010  | Interwetten Racing | Peugeot 207 S2000        | MON NU | KUR | ARG | KAN NU | SAR NU | YPR   | AZO | MAD    | BAR 11 | SAN    | SZK | CYP NU |    | 0      | -       |